# Льёкур
Льёку́р (фр. Lieucourt) — коммуна во Франции, находится в регионе Франш-Конте. Департамент — Верхняя Сона. Входит в состав кантона Пем. Округ коммуны — Везуль.
Код INSEE коммуны — 70302.

## География
Коммуна расположена приблизительно в 300 км к юго-востоку от Парижа, в 33 км западнее Безансона, в 50 км к юго-западу от Везуля.
На юге коммуны протекает река Рези (фр. Résie).

## Население
Население коммуны на 2010 год составляло 79 человек.
| 1962 | 1968 | 1975 | 1982 | 1990 | 1999 | 2010 |
| ---- | ---- | ---- | ---- | ---- | ---- | ---- |
| 55   | 57   | 37   | 42   | 47   | 50   | 79   |

## Администрация
| Период | Период | Фамилия       | Партия | Примечания |
| ------ | ------ | ------------- | ------ | ---------- |
| 2001   | 2008   | Франсуа Одлен |        |            |
| 2008   | 2014   | Стефан Вьенно |        |            |

## Экономика
В 2010 году среди 42 человек трудоспособного возраста (15—64 лет) 32 были экономически активными, 10 — неактивными (показатель активности — 76,2 %, в 1999 году было 65,6 %). Из 32 активных жителей работали 30 человек (18 мужчин и 12 женщин), безработными было 2 (1 мужчина и 1 женщина). Среди 10 неактивных 4 человека были учениками или студентами, 2 — пенсионерами, 4 были неактивными по другим причинам.

## Фотогалерея
- Общественная прачечная
- Карта коммуны